# هلگه لولاند
هِلگه لولاند یا هِلگه لوولاند (به نروژی: Helge Løvland) (۱۱ مهٔ ۱۸۹۰ – ۲۶ آوریل ۱۹۸۴) ورزشکار دو و میدانی در رشتهٔ دهگانه اهل نروژ بود.
او در مسابقات کشوری و بین‌المللی در مجموع برندهٔ ۱ مدال طلا شد.